# Minerals argilacis
Els minerals argilacis poden semblar platejats per la reflexió òptica i són minerals que contenen quantitats substancials de components similars a l'argila. No és el mateix que els minerals argilosos. Els components argilacis són aluminosilicats de gra fi (de menys de 2 µm) i més particularment minerals argilosos com la caolinita, montmorillonita-esmectita, il·lita, i minerals del grup de la clorita. La pedra argilenca i els shales són predominantment argilacis.
L'adjectiu "argilaci" també es fa servir per definir roques en les quals els minerals argilosos són un component secundari però significatiu. Per exemple, les pedres calcàries argilàcies són pedra calcària que consten predominantment de carbonat de calci, però que inclouen un 10-40% de minerals argilosos: aquestes pedres calcàries quan són toves sovint es diuen margues. De manera similar, les pedressorrenques argilàcies són pedra sorrenca que conten principalment de grans de quars amb els espais intersticials de la matriu geològica omplerts per minerals argilosos.